# Jan Porcellis
Jan Porcellis (Gant, 1584 - Zoeterwoude, 1632) va ser un pintor flamenc especialitzat en marines, pare del també pintor Julius Porcellis (1609-1645). Un dels temes principals de les seves obres consisteix en la representació d'una petita embarcació navegant propera a la costa, sobre un mar agitat. Va gaudir en vida de gran estimació, fins al punt que alguns pintors famosos de la seva època, com Rembrandt i Jan van de Cappelle col·leccionaven les seves obres.